# Chorinaeus pectinatus
Chorinaeus pectinatus är en stekelart som beskrevs av Kusigemati 1967. Chorinaeus pectinatus ingår i släktet Chorinaeus och familjen brokparasitsteklar. Inga underarter finns listade i Catalogue of Life.